# マチルダ・チャップリン＝エアトン
マチルダ・チャップリン＝エアトン（Matilda Chaplin Ayrton、1846年頃 — 1883年7月19日）は、イギリスの医師である。夫のウィリアム・エドワード・エアトンとともに来日し、日本では助産師の学校を開いた。ヨーロッパに戻った後、"Child Life in Japan"を執筆した。

## 略歴

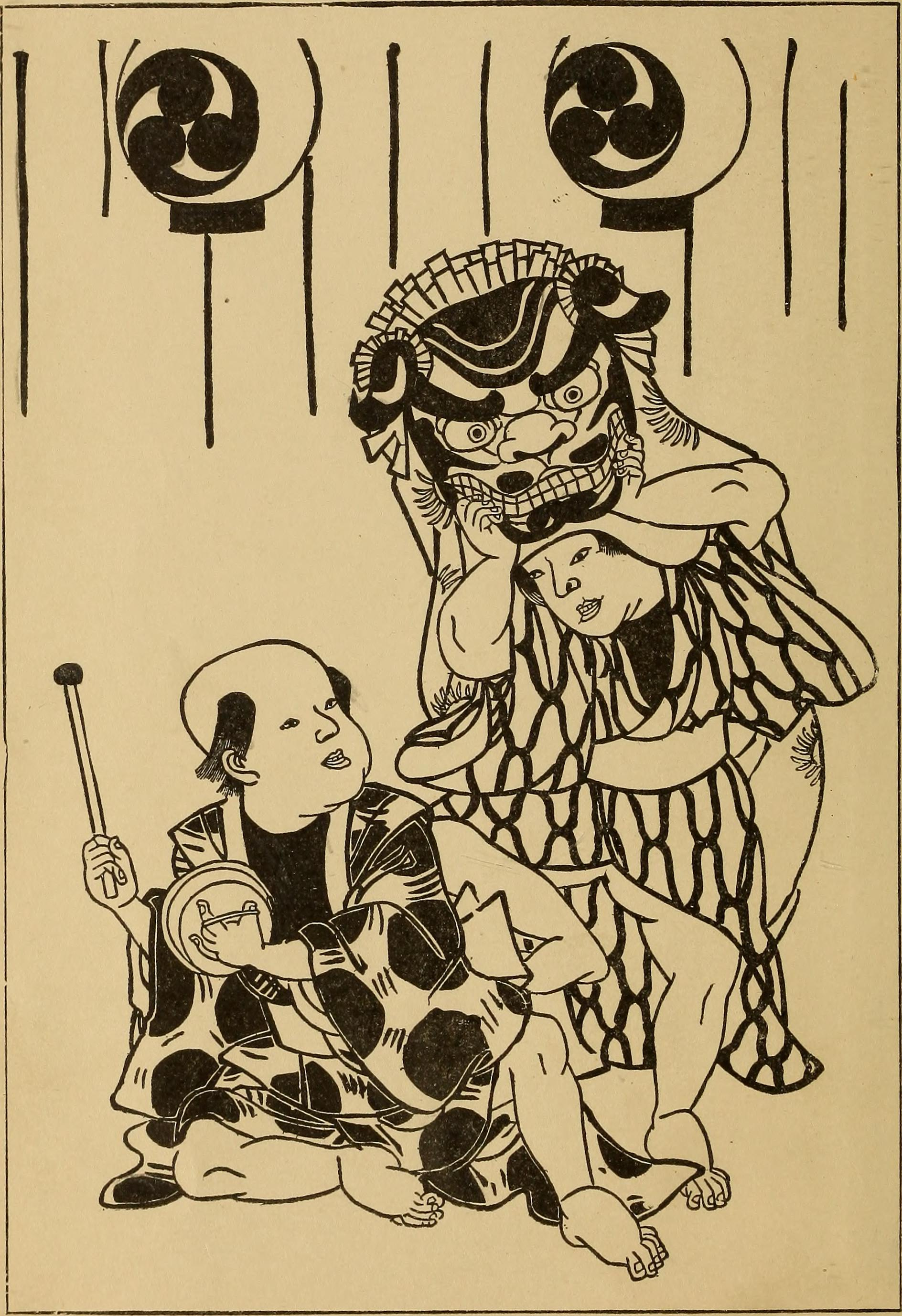
著書『日本の子供の暮らしとお話』の挿絵

フランス、ノルマンディー地方のオンフルールに生まれた。医学・薬学を学び、1869年に薬剤師の予備審査を通過したが、女性であることを理由に開業の資格を得られなかった。エディンバラ大学の最初7人の女子医学生「エディンバラ・セブン」の一人となったが、エディンバラ大学は女性に学位を与えなかった。イングランドとスコットランドでは女性に医学教育は閉ざされていることを悟ると、1871年にパリで学んだ。1872年にいとこのウィリアム・エドワード・エアトンと結婚した。エアトンはケルヴィン卿の嘱望された弟子のひとりで、日本にお雇い教師として派遣されることになった。マチルダは翌年、産科学の免許を取得した。エアトンが日本の工部省工学寮（工部大学校）に派遣されると、日本にわたった。
滞日中は、日本の風物を研究する一方、日本に助産師の学校を開いて、通訳の助けを借りて、みずから講義を行った。1877年に結核に罹患し、ヨーロッパに帰ることになった。1879年にパリでMDの学位を取った。フランスで日本人の成長に関する研究"Recherches surles dimensions générales et sur le développement du corps chez les Japonais"を発表した。アイルランドやロンドンで医学の研修を続けた。病状が悪化し、冬はアルジェや南フランスで避寒生活を行ったが1883年、37歳で没した。
日本へ渡航した時から、スコットランドの新聞、「スコッツマン」などに日本の政局や風習や西洋の教育問題に関して、多くの寄稿を行った。1879年に彼女の描いたスケッチを挿入した著書、"Child Life in Japan"を出版した。女性に対する教育問題と社会的地位の向上に強い関心を持ち、パリに女子学生のクラブの設立に協力し、ロンドンのサマービル・クラブの設立を助けた。